# グリーンナッツオイル

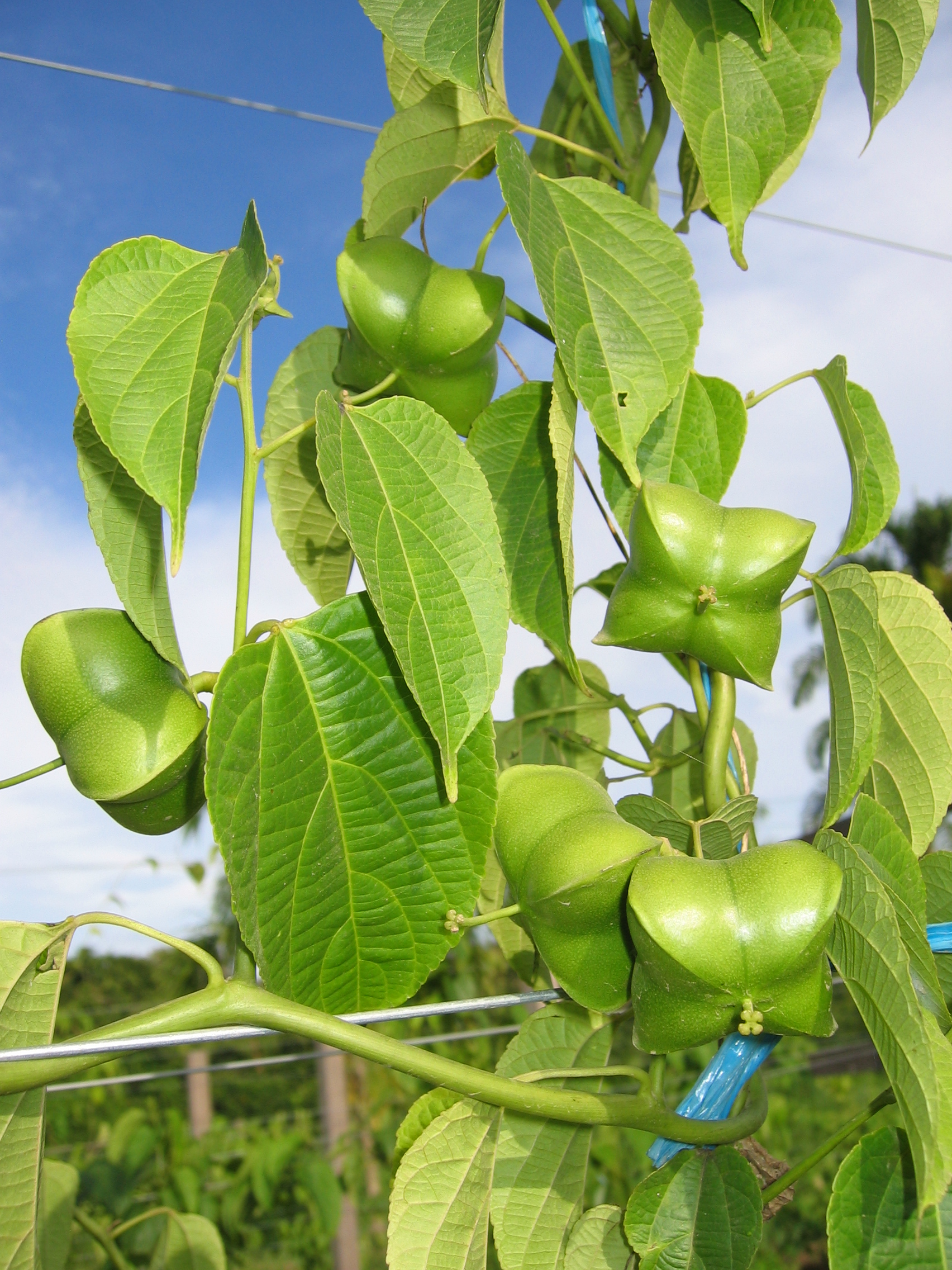
サチャインチ

グリーンナッツオイル (green nuts oil) は、アマゾン川周辺を原産とするトウダイグサ科の樹木、サッチャインチ（学名: Plukenetia volubilis L.、プルケネティア・ボルビリス）の新鮮な果実と種子から圧搾した油である。サチャインチ油またはサチャインチオイル (英: sacha inchi oil)、インカインチオイルとも。
グリーンナッツオイルには、オメガ3脂肪酸であるα-リノレン酸が約50%と非常に多く含まれ、亜麻仁油に匹敵する。グリーンナッツオイルには、100gあたり176–226 mgと非常に多いトコフェロール（ビタミンE）が含まれ、主にガンマトコフェロール (50%) と、デルタトコフェロールである。2004年のパリウォルル食用油品評会では金賞を受賞し、「食べておいしいオメガ3オイル」とされた。
グリーンナッツオイルを160-180度に過熱することで、利点が報告されているα-リノレン酸は10%減少してしまうし、リノール酸も減少するため非加熱でドレッシングとするか、100度までが調理に適する。亜麻仁油やエゴマ油に比較して酸化しにくいとされる。
サッチャインチは、ペルーでは、1000年前のインカ前時代の墓地からも発掘されている伝統的な作物で「インカのピーナッツ」とされ、各地でそれぞれの名称で呼ばれている。

## プラカシー

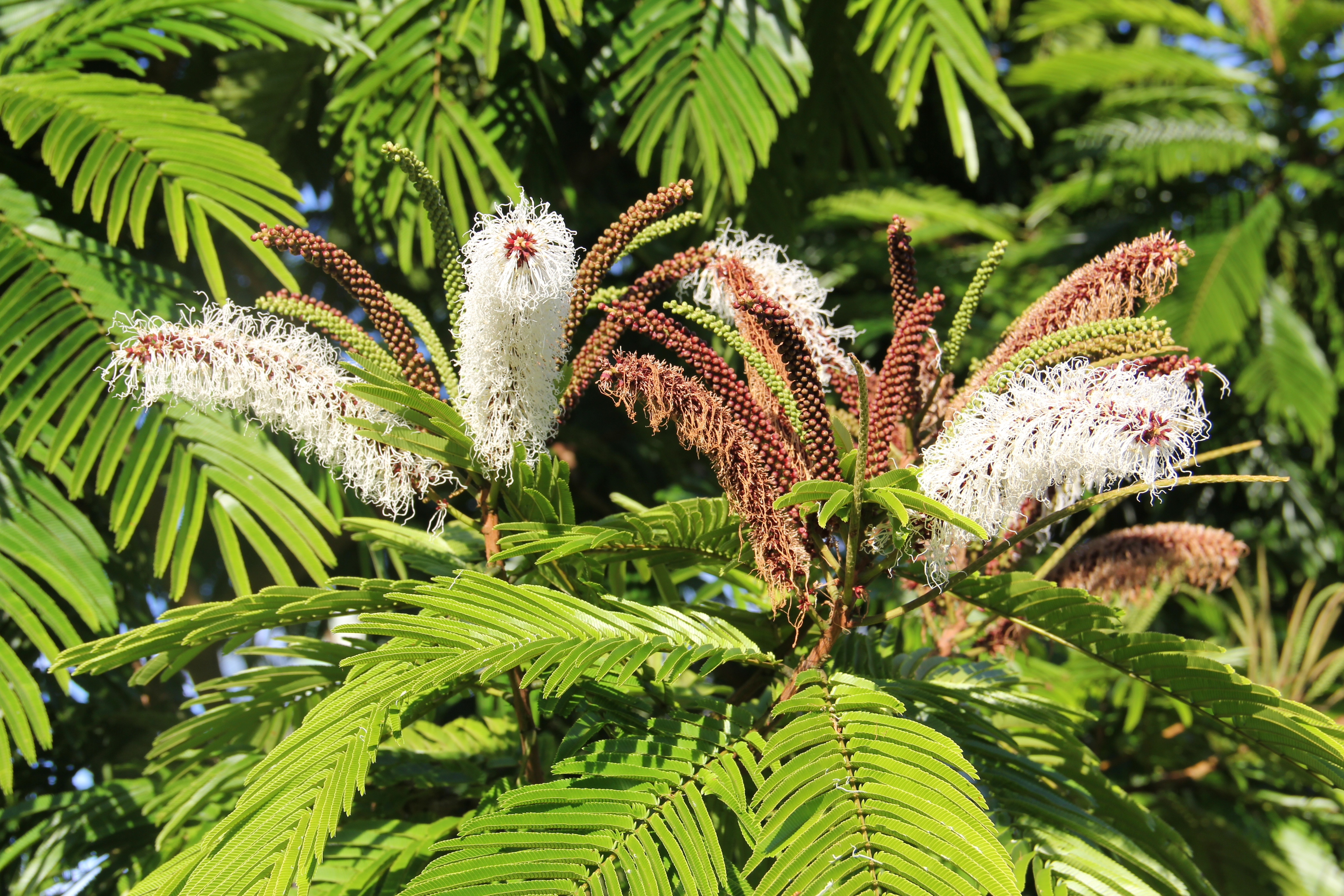
Pentaclethra macroloba

サッチャインチはプラカシー (Pracaxi) とも呼ばれるが、この呼称は多様な植物を指している。ほかにプラカシーと呼ばれるものに、マメ科の Pentaclethra macroloba の油があり、ベヘン酸が多いことが特徴で、ベン油に似た特徴がある。